# Latopis wielkich książąt litewskich
Latopis wielkich książąt litewskich – kronika traktująca o historii Litwy od śmierci Giedymina (1341). Najstarsza część latopisu pochodzi z lat 1382–1392.
Po raz pierwszy opublikowany przez Ignacego Daniłowicza na łamach "Dziennika Wileńskiego" w 1823 roku.